# Axentunnel
| Spurweite: | 1435 mm (Normalspur) |                                   |                                   |
| Stromsystem: | 15 kV 16,7 Hz ~      |                                   |                                   |
| Zweigleisigkeit: | ja                   |                                   |                                   |
| |                      |                                   |                                   |
| \| \| \| NEAT vom Urmibergtunnel \| \| \| \| \| \| Zubringer von der Gotthardbahn \| \| \| \| \| \| \| \| \| Haltestelle Felderboden \| \| \| \| \| \| \| \| \| \| Axentunnel \| \| \| \| \| \| \| \| \| \| \| \| \| \| \| Gotthardbahn-Altstrecke \| \| \| \| \| Altdorf \| \| \| \| \| Umfahrungstunnel Flüelen/Altdorf \| \| \| \| \| Gotthardbahn-Altstrecke \| \| \| \| \| \| \| \| \| \| Gotthard-Basistunnel aus Erstfeld \| \| \| \| \| Gotthard-Basistunnel nach Bodio \| \| |                      |                                   |                                   |
| Tunnelende (Strecke außer Betrieb) |                      | NEAT vom Urmibergtunnel           | NEAT vom Urmibergtunnel           |
| Kreuzung geradeaus oben (Strecke geradeaus außer Betrieb) · Abzweig quer und ehemals von links |                      |                                   | Zubringer von der Gotthardbahn    |
| Abzweig geradeaus und von links (Strecke außer Betrieb) · Strecke nach rechts (außer Betrieb) |                      |                                   |                                   |
| Haltepunkt / Haltestelle (Strecke außer Betrieb) |                      | Haltestelle Felderboden           | Haltestelle Felderboden           |
| Tunnelanfang (Strecke außer Betrieb) |                      |                                   |                                   |
| Strecke (außer Betrieb) (im Tunnel) |                      | Axentunnel                        | Axentunnel                        |
| Abzweig geradeaus und nach links (Strecke außer Betrieb) (im Tunnel) · Strecke von rechts (außer Betrieb) (im Tunnel) |                      |                                   |                                   |
| Tunnelende (Strecke außer Betrieb) · Strecke (außer Betrieb) (im Tunnel) |                      |                                   |                                   |
| Abzweig ehemals geradeaus und von rechts · Strecke (außer Betrieb) (im Tunnel) |                      | Gotthardbahn-Altstrecke           | Gotthardbahn-Altstrecke           |
| Bahnhof · Strecke (außer Betrieb) (im Tunnel) |                      | Altdorf                           | Altdorf                           |
| Strecke · Strecke (außer Betrieb) (im Tunnel) |                      | Umfahrungstunnel Flüelen/Altdorf  | Umfahrungstunnel Flüelen/Altdorf  |
| Strecke nach rechts · Strecke (außer Betrieb) (im Tunnel) |                      | Gotthardbahn-Altstrecke           | Gotthardbahn-Altstrecke           |
| Strecke (außer Betrieb) (im Tunnel) |                      |                                   |                                   |
| Abzweig ehemals geradeaus und von rechts (im Tunnel) |                      | Gotthard-Basistunnel aus Erstfeld | Gotthard-Basistunnel aus Erstfeld |
| Strecke (im Tunnel) |                      | Gotthard-Basistunnel nach Bodio   | Gotthard-Basistunnel nach Bodio   |

Der Axentunnel ist ein Eisenbahntunnel-Projekt in der Schweiz, welches Bestandteil des Grossprojekts AlpTransit ist und zwischen Brunnen im Kanton Schwyz und Flüelen im Kanton Uri den Fronalpstock sowie den Rophaien entlang dem Axenfelsen unterquert.
Bereits heute existiert ein kürzerer Tunnel dieses Namens auf der Gotthardbahn im Bereich des Urnersees, welcher in der Zeit des Zweiten Weltkriegs im Rahmen des Doppelspurausbaus der Gotthardbahn erstellt wurde. Das neue Projekt sieht vor, Flüelen durch einen an den bestehenden Axentunnel angeschlossenen Umfahrungstunnel zu umgehen, wobei der neue Axentunnel in den Umfahrungstunnel münden würde. So wäre der Anschluss des bestehenden Gleises an das neue Bauwerk gewährleistet, was in einigen Vorstudien auch als Spange bezeichnet wurde. Diese Bahnumfahrung Flüelen wird unter Umständen sogar im Tagbau erstellt werden. Der NEAT-Axentunnel hätte in dieser Variante eine Länge von rund 10 Kilometern.

## Verbindung zum Gotthard-Basistunnel
Wird zur Umfahrung von Altdorf UR die Variante Berg lang geschlossen realisiert, wozu sich der Bundesrat im Jahr 2002 grundsätzlich entschlossen hat, dann bedeutet dies, dass der Gotthard-Basistunnel und der neue Axentunnel durch ein weiteres Tunnelbauwerk miteinander verbunden würden, wodurch eine ununterbrochene Tunnelstrecke von rund 75 Kilometern Länge entstünde. Die Verbindung zur Talstrecke mit einem geplanten Kantonsbahnhof Uri auf Gebiet des heutigen Altdorfer Bahnhofes würde mit zwei Verzweigungsbauwerken ermöglicht. Hier besteht die Möglichkeit, Reisenden aus und nach Ob- und Nidwalden einen hochwertigen Anschluss an AlpTransit zu gewährleisten.
Im 2016 in Betrieb genommenen Gotthard-Basistunnel sind die Abzweigungen in die Bergvariante lang bereits integriert und werden in den nächsten Jahren evtl. gebaut. Im Axentunnel wäre ebenfalls eine Verzweigung rund ein Kilometer hinter dem Tunnelportal in südlicher Richtung vorgesehen.

## Realisierung
Baubeginn für den neuen Axentunnel wird nicht vor dem Jahr 2030 sein.

## Bahnhof Felderboden
Nach dem Axentunnelbau würde der bisherige Fernbahnhof Brunnen seinen InterRegio-Verkehr verlieren, da der Ort nördlich umfahren würde. Eine Idee sieht den Rückbau der Bahnhöfe Schwyz und Brunnen zu S-Bahn-Stationen vor. Stattdessen sollte ein neuer Fernbahnhof im Felderboden auf Gemeindegebiet von Ingenbohl den Fernverkehr aufnehmen. Die Lage sollte irgendwo zwischen den Tunnelportalen Schränggigen und Unterschönenbuch sein.